# Конный (Саратовская область)
Ко́нный — посёлок в Балашовском районе Саратовской области России. Входит в состав Лесновского муниципального образования. Основан в 1926 году.

## География
Посёлок находится в западной части Саратовского Правобережья, в пределах Окско-Донской равнины, в степной зоне, к северу от автодороги Р22, на расстоянии примерно 23 км (по прямой) к западу-юго-западу (WSW) от города Балашов, административного центра района. Абсолютная высота — 165 м над уровнем моря.
Климат
Климат характеризуется как умеренно континентальный с холодной малоснежной зимой и сухим жарким летом. Среднегодовая температура воздуха — 4,3 — 4,7 °C. Средняя многолетняя температура самого холодного месяца (января) составляет −11,1 °С (абсолютный минимум — −39 °С), температура самого тёплого (июля) — 20,7 °С (абсолютный максимум — 39 °С). Средняя продолжительность безморозного периода 145—155 дней. Среднегодовое количество атмосферных осадков — 476 мм, из которых 200—300 мм выпадает в период с апреля по октябрь. Снежный покров держится в среднем 130—135 дней в году.
Часовой пояс
Посёлок Конный, как и вся Саратовская область, находится в часовой зоне МСК+1. Смещение применяемого времени относительно UTC составляет +4:00.

## Население
| 2002 | 2010 |
| ---- | ---- |
| 188  | ↘141 |

Половой состав
По данным Всероссийской переписи населения 2010 года, в половой структуре населения мужчины составляли 42,6 %, женщины — соответственно 57,4 %.
Национальный состав
Согласно результатам переписи 2002 года, в национальной структуре населения русские составляли 98 % из 188 чел.

## Известные уроженцы
- Тихомиров, Александр Васильевич (1916—1945) — советский танкист, старший сержант, Герой Советского Союза.